# Богдан Титла
Богда́н Спиридонович Ти́тла (англ. Bohdan Tytla; 23 березня 1927, Підгайці — 17 лютого 2015, Нью-Йорк) — американський художник українського походження; член Об'єднання митців-українців в Америці.

## Життєпис
Народився 23 березня 1927 року в місті Підгайцях (нині Тернопільський район Тернопільської області, Україна) у сім'ї Спиридона Титли та Ольги Головінської. Небіж американського аніматора українського походження Білла (Володимира) Титли.
З 1950 року жив у Сполучених Штатах Америки. 1957 року в Нью-Йоркському університеті здобув ступінь бакалавра мистецтва. 1958 року взяв шлюб із Галиною Гриценко. До 1995 року мав власну мистецьку студію в Нью-Йорку.
Помер у Нью-Йорку 17 лютого 2015 року.

## Творчість
Працював у галузях станкового живопису (писав переважно олійними фарбами, акварелями) та книжкової графіки (зокрема у 1980 році оформив книгу «Підгаєцька земля»), автор плакатів, шрифтів. Створив пейзажі: «Самотня ферма», «Сіра осінь», «Осінь у Нью-Йорку» та низку інших творів.
Учасник виставок Товариства молодих українських митців та Об'єднання митців-українців в Америці. Індивідуальні виставки провів у Нью-Йорку у 1964, 1978 роках, Вашингтоні у 1973 році, Філадельфії у 1974 році, Пассейку у 1975 році, Торонто у 1979 році.
У фонді Тернопільського обласного художнього музею зберігається картина «Зимовий пейзаж» (1990), подарована автором у 2000 році.